# Tupozrakost

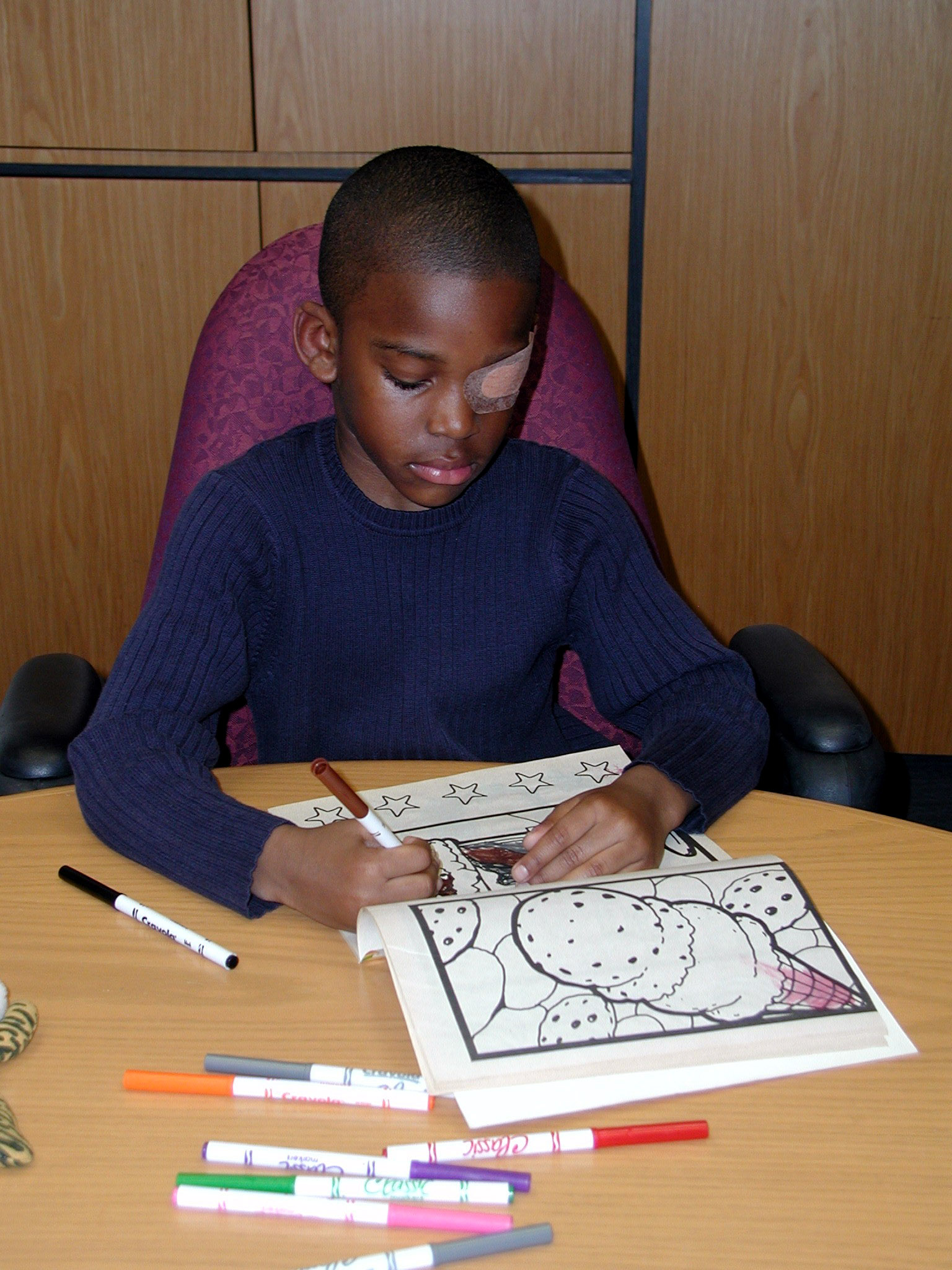
Dítě s přelepeným levým okem, jako pokus o léčbu tupozrakosti.

Tupozrakost neboli amblyopie je funkční vada zraku, která postihuje zpravidla jedno z očí a projevuje se snížením jeho zrakové ostrosti. Tím dochází k porušení binokulárního vidění. Postižený může vidět zdravým okem dobře, ale každopádně má porušené vnímání hloubky obrazu a navíc je odkázán na jediné oko. Choroba postihuje jedno až pět procent populace.
Tupozrakost vzniká typicky v útlém dětství při velké odlišnosti obrazů viděných každým okem. Často jde o důsledek šilhání nebo velkého vzájemného rozdílu refrakčních vad obou očí. Mozek v takovém případě potlačí vjemy z jednoho oka, aby zamezil dvojitému vidění. Ztratí se tím však schopnost vnímat třetí rozměr (hloubku). Není-li tupozrakost včas léčena, vyřazené oko úplně ztratí schopnost zaostřovat (i při dodání správné korekce). Léčba tupozrakosti spočívá v nucení pacienta používat postižené oko, zpravidla tím, že vedoucí oko je zakrýváno okluzorem, dokud se mozek znovu nenaučí obraz z tupozrakého oka přijímat.